# Gällivare (Gemeinde)
Koordinaten: 67° 8′ N, 20° 40′ O

Gällivare [ˈjɛlivɑːrə] ist eine Gemeinde (schwedisch kommun) in der nordschwedischen Provinz Norrbottens län und der historischen Provinz Lappland, etwa 100 km nördlich des Polarkreises.
Der Hauptort der Gemeinde ist Gällivare. Die Gemeinde ist etwa so groß wie das Bundesland Thüringen. Zur Gemeinde gehören die Ortschaften (tätorter): Gällivare, Hakkas, Koskullskulle, Malmberget,  Nilivaara, Tjautjas und Ullatti. Ein nennenswerter småort ist Nattavaara.

## Wirtschaft
Im Gemeindegebiet liegen zahlreiche touristische Ziele, unter anderem Dundret, Kaitum, Nikkaluokta, Ritsem und Stora Sjöfallet. Auch die Inlandsbahn zieht zahlreiche Besucher an. Durch die Gemeinde führt die Erzbahn.
Wichtigste Arbeitgeber neben dem Tourismus sind die Bergwerke Malmberget der LKAB (Eisenerz) und Aitik der Boliden AB (Kupfer, Gold und Silber).